# Jedomělice
Jedomělice (Duits: Jedomielitz) is een Tsjechische gemeente in de regio Midden-Bohemen en maakt deel uit van het district Kladno.
Jedomělice telt 430 inwoners (2023).

## Geschiedenis
De eerste schriftelĳke vermelding van het dorp dateert van 1316.
Sinds 1960 is Jedomělice een zelfstandige gemeente binnen het district Kladno.

## Voorzieningen
In het dorp zĳn onder meer een café en voetbalveld van het lokale voetbalteam te vinden.

## Verkeer en vervoer

### Autowegen
Er leiden verschillende regionale wegen naar het dorp. Op 1,5 km afstand ligt tevens weg I/16 Řevničov - Slaný - Mělník.

### Spoorlĳnen
Er is geen spoorlĳn of station in het dorp. Het dichtstbĳzĳnde station is Slaný, op 4 km afstand. Dat station ligt aan spoorlijn 110 Kralupy nad Vltavou - Louny.

### Buslĳnen
Er halteren twee buslĳnen in het dorp:
- Lĳn 580 Rakovník - Slaný;
- Lĳn 587 Libušín - Slaný.

Beide lĳnen worden geëxploiteerd door vervoerder ČSAD Slaný.

## Bezienswaardigheden
- Restanten van het kasteel en de vesting Ostrov;
- Beschermd natuurgebied Ostrov u Jedomělic;
- Kapel uit het einde van de 18e eeuw;
- Kruis bij de kastanjeboom uit 1896 (door Havel, een steenhouwer uit Slánský).

## Geboren
- Josef Aul (1894-1956), arts, schrijver en kunstenaar;
- Karel Plachý (1895-1917), smid en korporaal tĳdens de Slag bĳ Zborov.

## Galerĳ

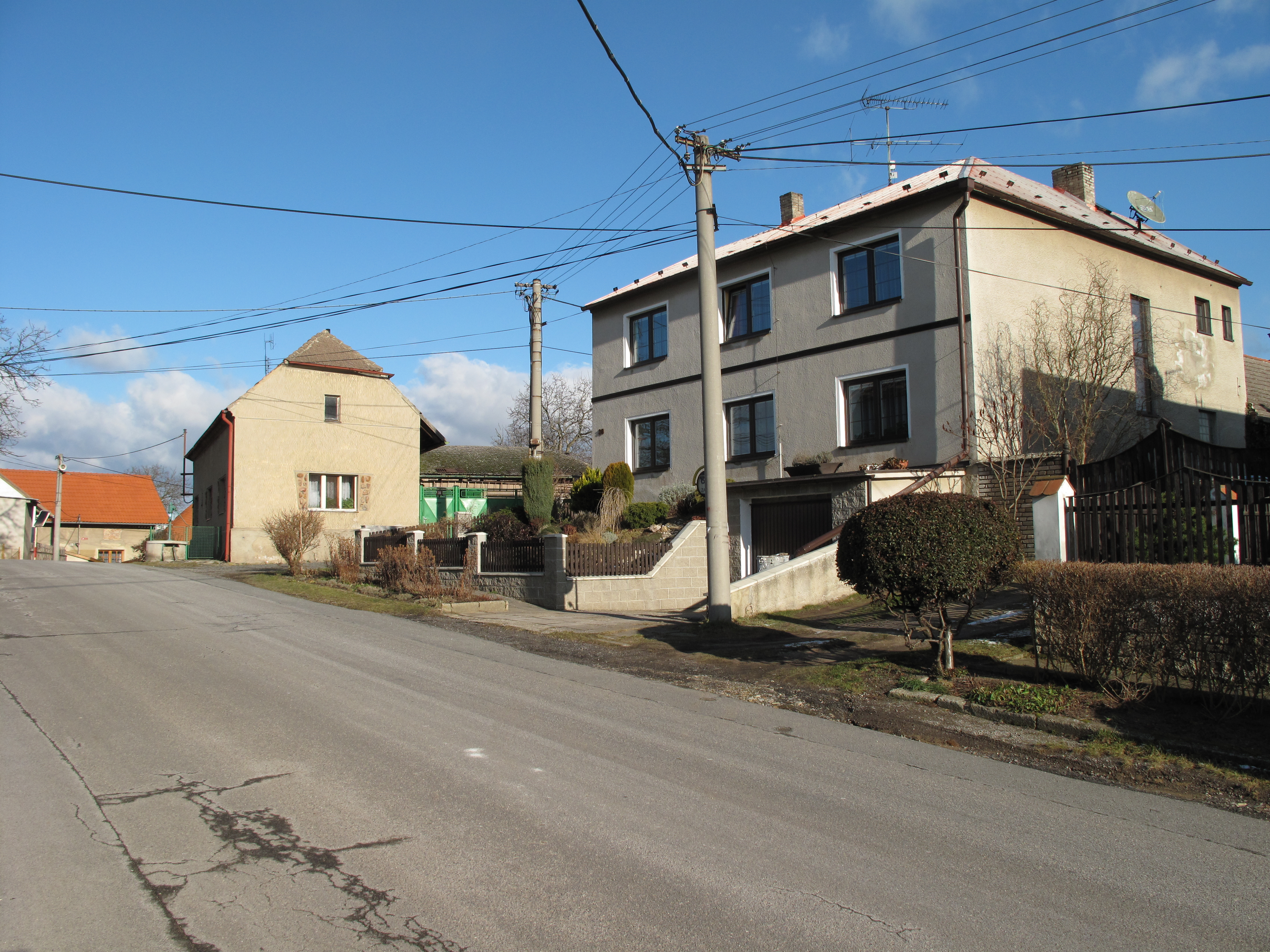
Huizen in Jedomělice
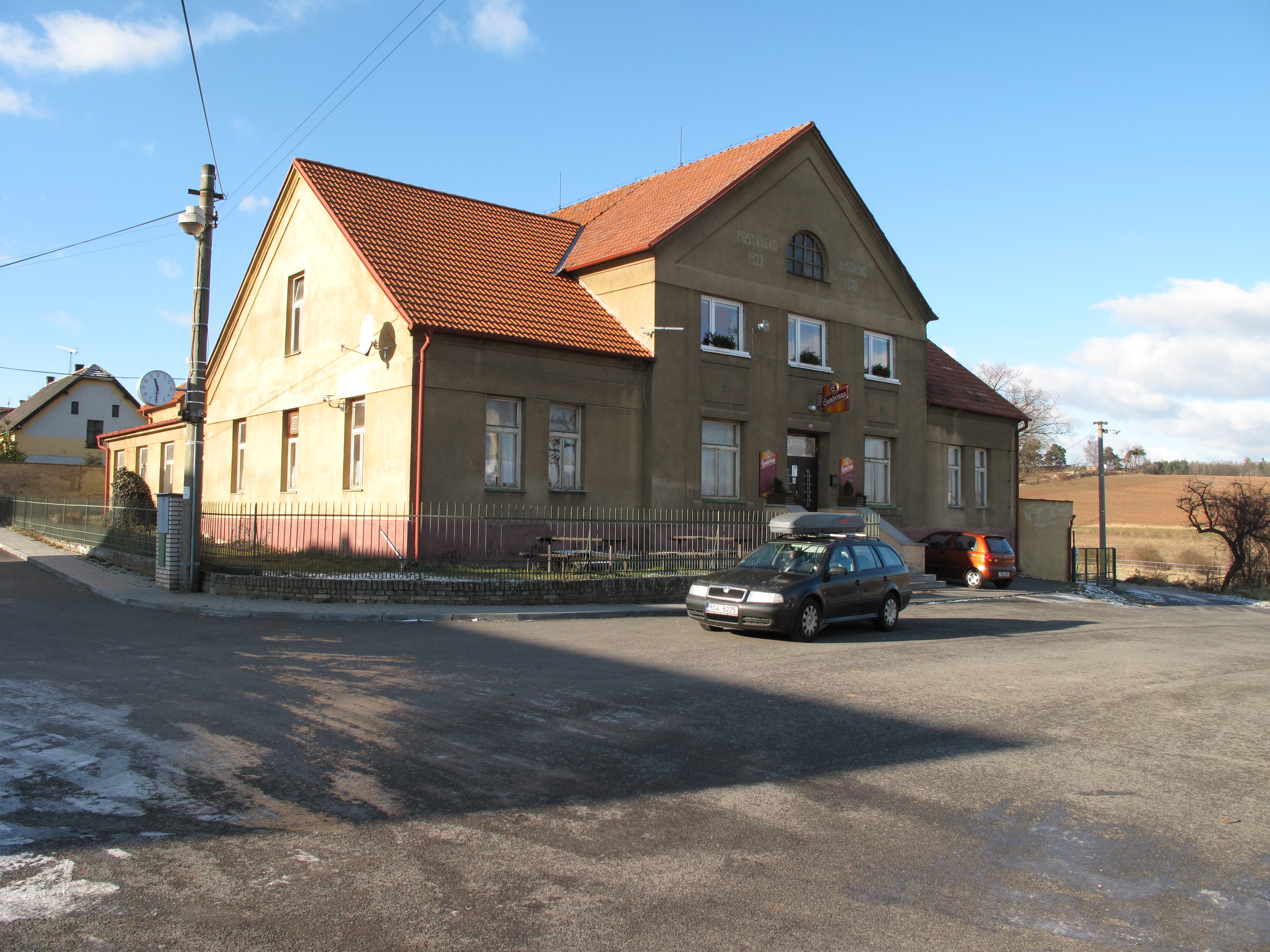
Dorpscafé
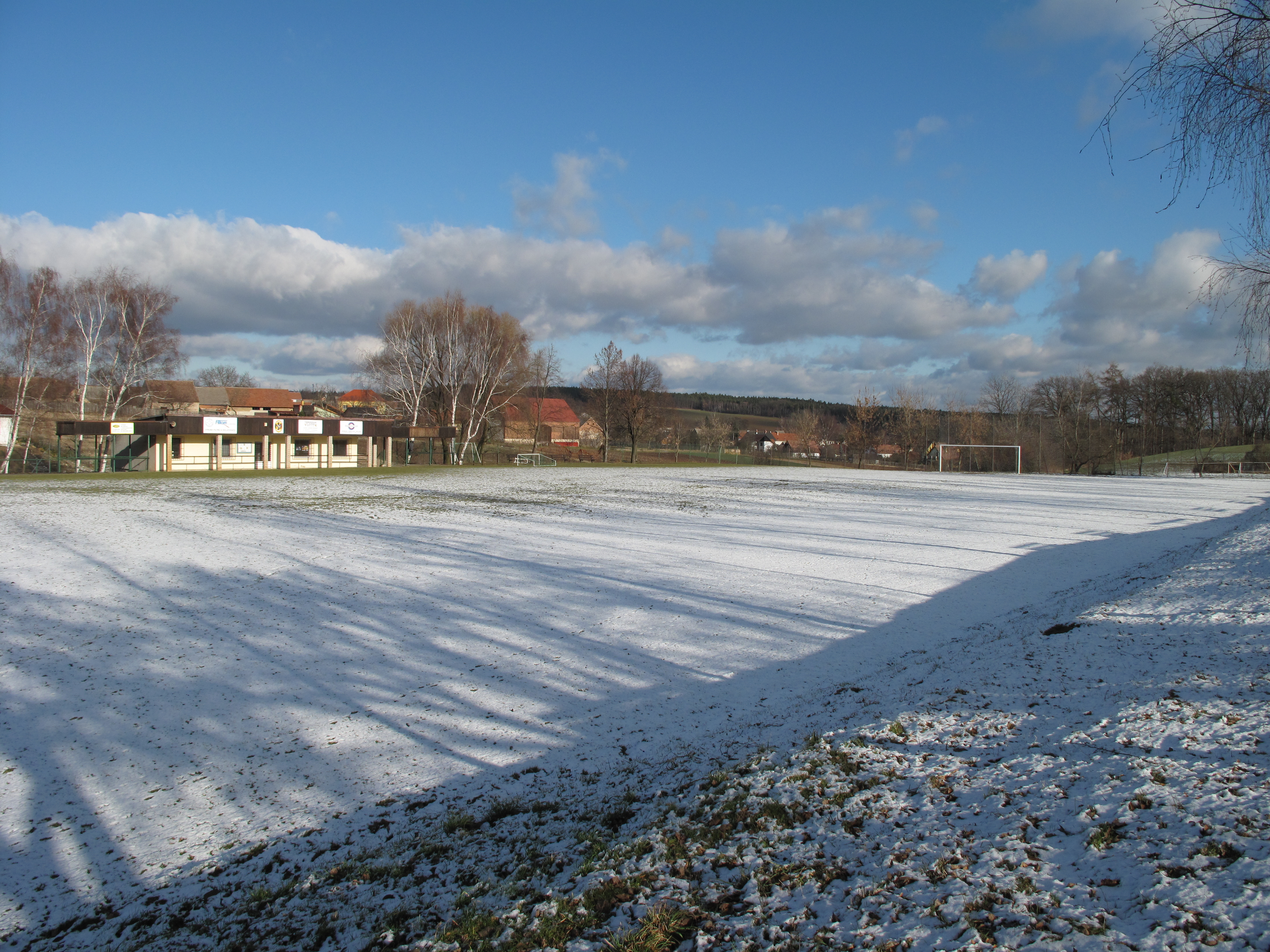
Voetbalveld van het lokale voetbalteam
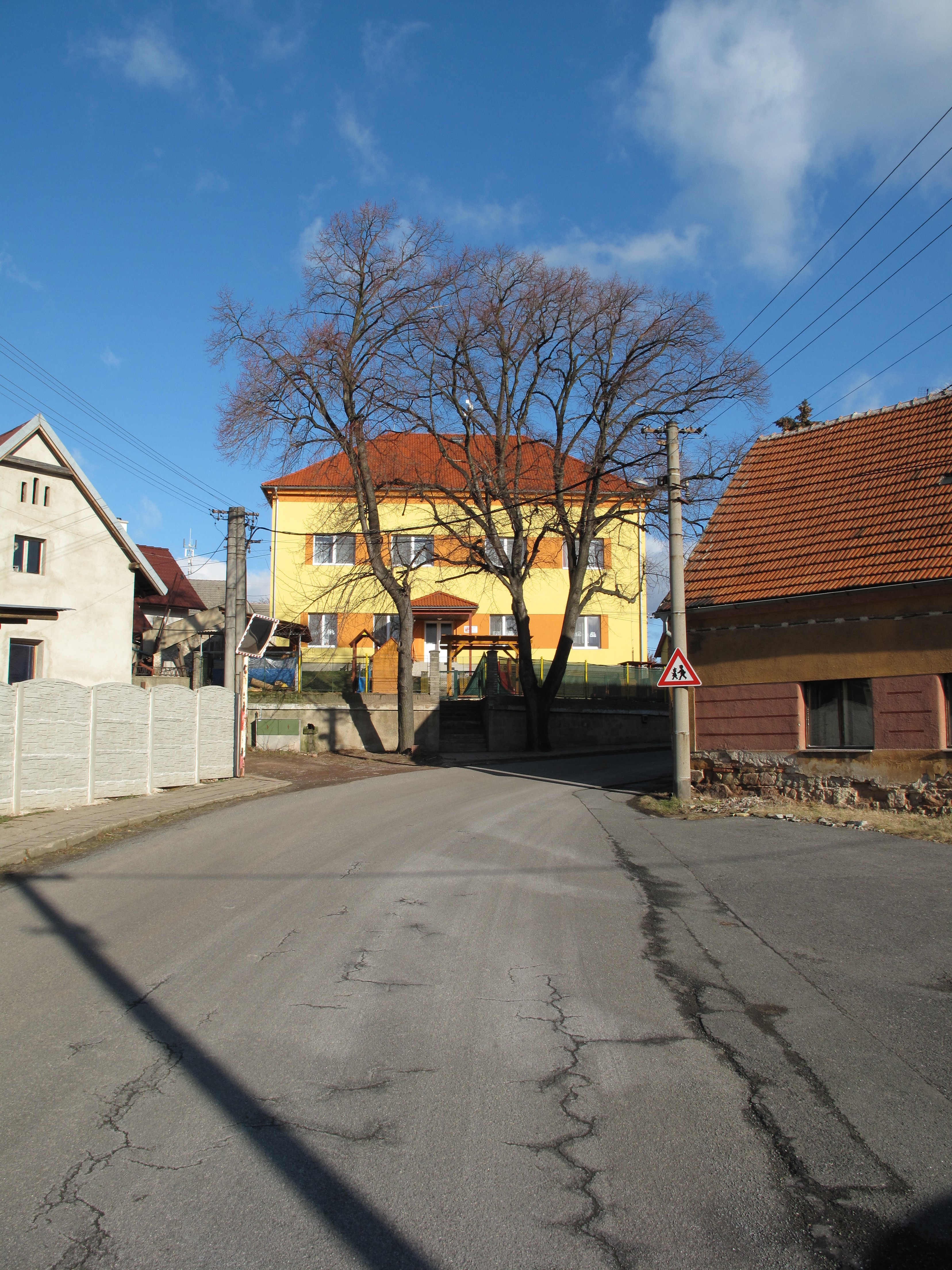
Dorpsschool
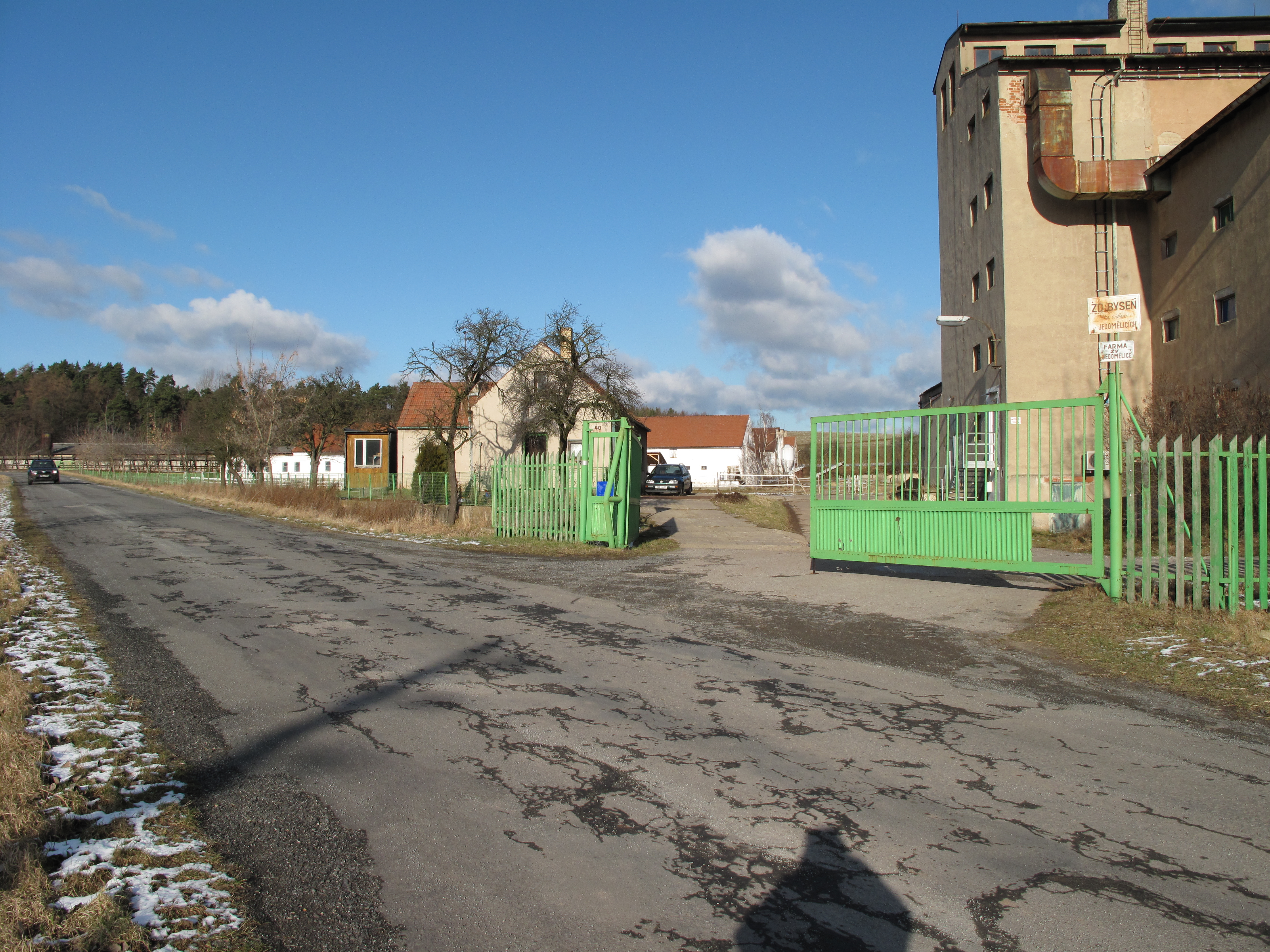
Agrarisch bedrĳf in Jedomělice
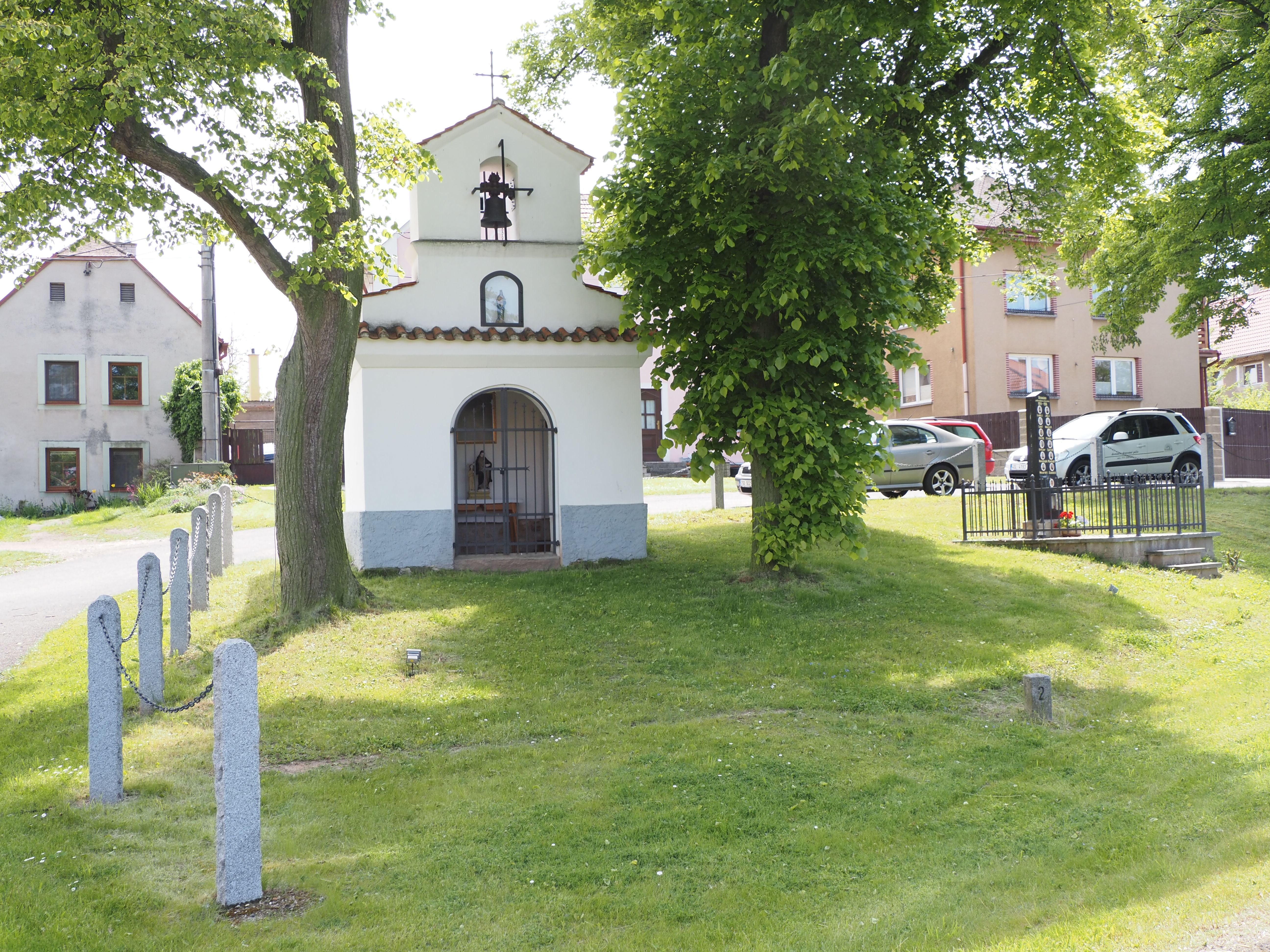
Dorpskapel